# Alexander Voet

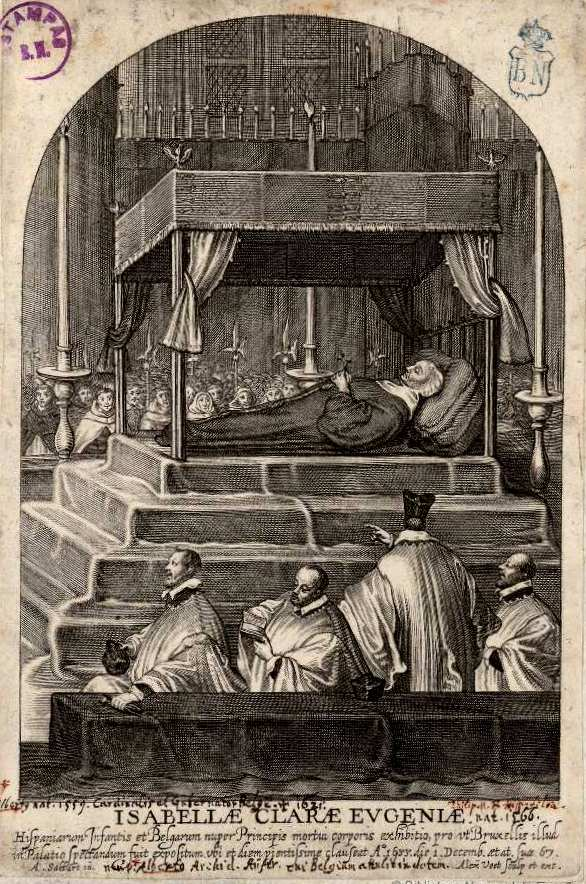
Exequias de Isabel Clara Eugenia, buril de Alexander Voet, que firma como grabador y editor, por dibujo de Anton Sallaert. Biblioteca Nacional de España.

Alexander Voet (Amberes, 1608-1689) fue un grabador y editor flamenco. 

## Biografía
Sin datos relativos a su formación, consta su admisión como maestro en la guilda de San Lucas de Amberes en 1628 y en la Cámara de Retórica De Violieren en 1634. Contrajo matrimonio con Catharina Huybrechts en noviembre de 1630 y, en segundas nupcias, en diciembre de 1634, con Sara van der Steen, de cuyo matrimonio nacerían Alexander, también grabador y editor, que firmaba sus obras Alexander Voet iunior, y Sara, casada con otro grabador, Gaspar Huybrechts. 
Al frente de un próspero taller, se estima que en torno a 1665 ocupaba en él a entre sesenta y setenta trabajadores, lo que le permitía realizar el proceso completo de grabado, impresión y edición. Especializado en estampas religiosas y devocionales, cultivó también el grabado de reproducción de obras de maestros amberinos como Rubens (Judit y Holofernes, Sagrada Familia, retratos de Isabel Clara Eugenia y el cardenal-infante Fernando de Austria), Jan van den Hoecke (Cristo con la cruz a cuestas), Abraham van Diepenbeeck (Cristo después de la flagelación) o Cornelis de Vos (Los jugadores de cartas). Como impresor editó, entre otras obras, un libro de dibujos de Paulus Pontius según Rubens y dos series de los cinco sentidos y las cuatro estaciones del año por dibujos de Cornelis de Wael grabados por Willem Peeters y Melchior Hamers.